# پارک ایالتی هاون

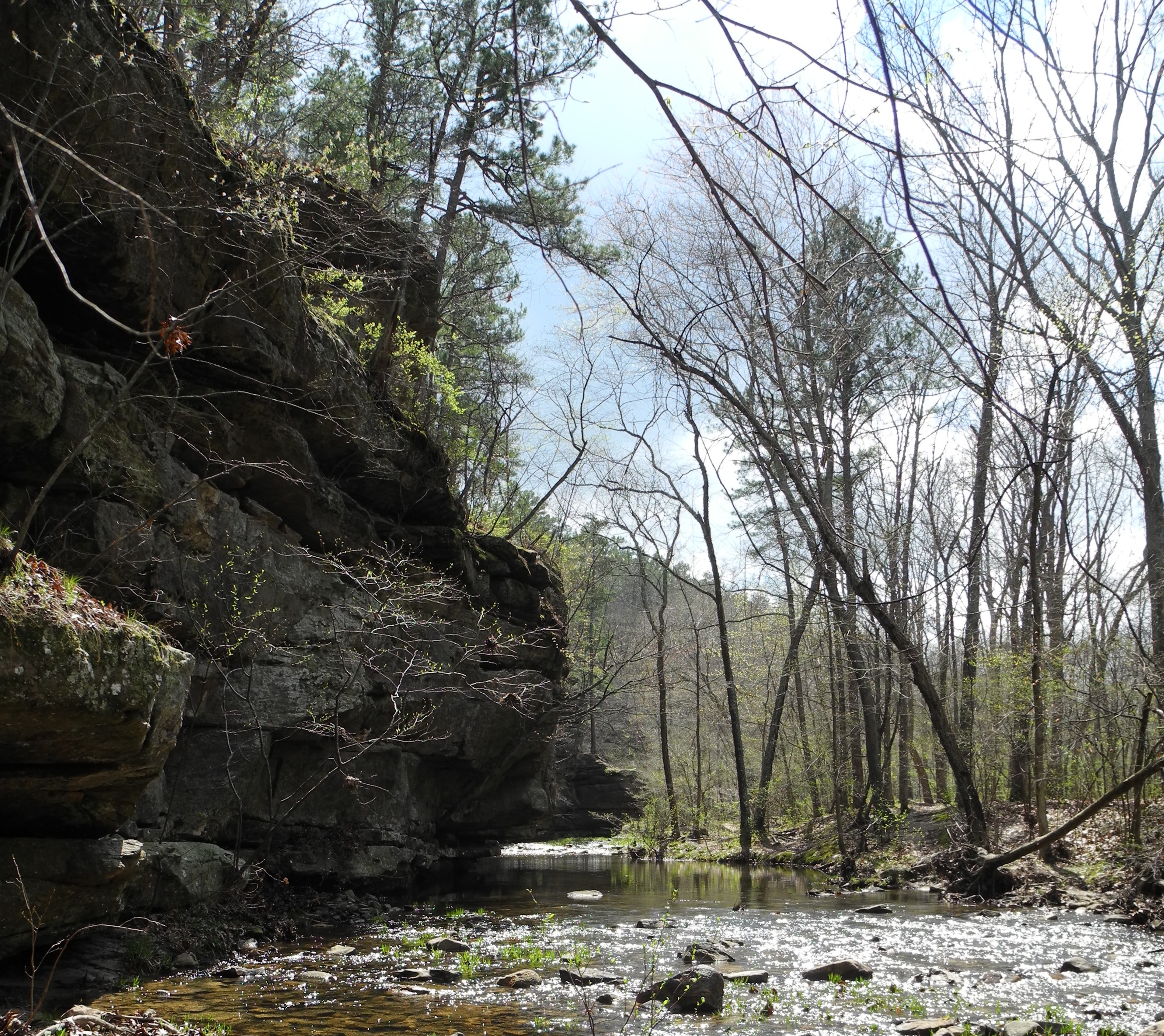

پارک ایالتی هاون (به انگلیسی: Hawn State Park) پارکی طبیعی واقع در ایالت میزوری است.
این پارک که ۲۰ کیلومتر مربع وسعت دارد، در سال ۱۹۵۵ تأسیس گشت.